# Escadron de transport 43 Médoc

L'Escadron de Transport 43 Médoc est une unité de transport de l'Armée de l'air française créée en 1944, équipée de TBM 700, affectée à la base aérienne 106 Bordeaux-Mérignac.